# Graptoppia mussardi
Graptoppia mussardi är en kvalsterart som beskrevs av Sandór Mahunka 1992. Graptoppia mussardi ingår i släktet Graptoppia och familjen Oppiidae. Inga underarter finns listade i Catalogue of Life.